# Міщенко Іван Володимирович
Іва́н Володи́мирович Мі́щенко (1909, село Демидівка (село було адміністративним центром Демидівської волості) Полтавського повіту — загинув у 1942 або 1943 році).

## Біографія
До німецько-радянської війни Іван Міщенко працював бухгалтером у районному фінансовому відділі, бухгалтером-ревізором у м. Полтаві, Львівській області та Молдавії, де й застав його початок німецько-радянської війни.
У рідному селі Демидівці Іван Міщенко з'явився у вересні 1941 року, слідом за вступом німців і вже на другий день був призначений старостою громадського двору, на третій — головою Демидівської сільської управи, а на четвертий — головою Решетилівської районної управи.
Був зв'язаний із підпіллям, ризикуючи власним життям, активно рятував військовополонених і решетилівську молодь від вивезення до Німеччини, організовував заготівлю продуктів харчування для підпільників та партизанів, які діяли на території району і в Шишацьких лісах.
Навесні 1942 року Івана Міщенка вперше заарештували нацисти за підозрою у зв'язках із підпіллям та помістили до Полтавської в'язниці. Підставою для арешту став факт виявлення німцями висадки трьох радянських парашутистів (жінки і двох чоловіків), які десантувалися в лісі біля села Шевченкове (Куликівка) Решетилівського району і яких гітлерівці встигли виявити та заарештувати. Проте через деякий час Івана Міщенка відпустили із в'язниці та повернули на посаду, адже підозру не змогли підтвердити конкретними фактами.
Проте через деякий час, вже навесні 1943 року Іван Міщенко був виданий німцям зрадницею, перекладачкою Решетилівської комендатури Олександрою Михайлівною Кулик, яка стала свідком факту користування Іваном Міщенком рацією та передачі ним таємної телеграми, про що доповіла нацистам.
Навесні того ж року Івана Міщенка, цього разу вже без арешту й слідства, нацисти розстріляли на ґанку Решетилівської районної управи, що знаходилася в роки окупації у приміщенні Решетилівської середньої школи. Тіло вбитого гітлерівці забрали з собою.
За іншими даними І. В. Міщенко був заарештований німецькими жандармами і у 1942 року страчений у Полтавській в'язниці та похований біля м. Полтави в Гришківському лісі.

## Сім'я
Мав дружину Килину Павлівну Міщенко, яка проживала в с. Кірове Полтавського району.